# NGC 1758
NGC 1758 je otvoreni skup u zviježđu Biku. 

## Vanjske poveznice
- SEDS: NGC 1758